# David Lynch
David Keith Lynch (født 20. januar 1946, død 15. januar 2025) var en amerikansk instruktør, manuskriptforfatter, producent, maler, komponist samt film- og teaterkunstner. Lynch er formentlig mest kendt som instruktør af filmene The Elephant Man, Blue Velvet og Mulholland Drive og som skaberen af Twin Peaks tv-serien.
Gennem sin lange karriere havde Lynch en karakteristisk og uortodoks tilgang til fortællende filmproduktion (kaldt Lynchian), som er øjeblikkeligt genkendelig for publikum og kritikere over hele verden. Lynchs film er kendt for surrealistiske, mareridtsagtige og drømmelignende billeder og omhyggeligt formet lyddesign. Hans værker udforsker ofte undersiden af "Small Town USA" (især Blue Velvet og Twin Peaks), eller storbyer fra Californien (Lost Highway, Mulholland Drive og hans seneste udgivelse, Inland Empire). Fra og med hans eksperimenterende film Eraserhead (1977) bevarede  han en stærk kultfølge trods svingende kommerciel succes.

## Biografi

### Unge år
Lynch blev født i Missoula i Montana den 20. januar 1946. Hans far, Donald, var videnskabsmand og hans mor, Sunny Lynch, var engelsk sprogvejleder. Med ønske om at blive kunstner deltog Lynch i kurser på Corcoran School of Art i Washington D.C., mens han færdiggjorde high school i Alexandria, Virginia. Han kom ind på School of the Museum of Fine Arts i Boston, hvor han blev i et år (hvor han var værelseskammerat med Peter Wolf) før han rejste til Europa med sin ven og kunstnerkollega Jack Fisk for at studere med en østrigsk expressionistisk maler ved navn Oskar Kokoschka. Selv om han havde planlagt at der i tre år, vendte Lynch tilbage til USA efter kun 15 dage.

### Tidlig karriere og kortfilm (1966-1970)
I 1966 flyttede Lynch til Philadelphia, Pennsylvania, og deltog i Pennsylvania Academy of Fine Arts (PAFA),hvor han skabte en række komplicerede mosaikker i geometriske figurer, som han kaldte Industrielle symfonier. Sener arbejdede han også med folie. Hans første kortfilm six men getting sick(1966), som han betegnede som "57 sekunders vækst og brand, og tre sekunder af bræk", blev spillet som et gentagende loop på en Kunstudstilling. Den vandt akademiets årlige filmprojektkonkurrence. Da en H. Barton Wasserman så dette blev Lynch bedt om at skabe endnu en filminstallation i hans hjem, hvad Lynch fik et forskud til. Efter et katastrofalt første forsøg, tillod Wasserman Lynch at beholde den resterende del af pengene og gøre hvad han ville med det. Med disse penge skabte han The Alphabet.
I 1970 vendte Lynch sin opmærksomhed fra sin tidligere kunst og fokuserede primært på film. Han fik $5000 fra American Film Institute til at producere The Grandmother, der handlede om en forsømt dreng der "gror" en bedstemor fra et frø. Den 30-minutters lange film indeholdt mange elementer, der senere blev Lynchs varemærker, herunder foruroligende lyd, foruroligende surrealistisk billedsprog og et fokus på ubevidst begær.

### Kultsucces (1975-1979)
Han slog igennem med filmen Eraserhead i 1977, en film som blev karakteriseret som surrealistisk og mærkelig. Eraserhead var en skarp og gådefuld film der fortæller historien om en stille ung mand (Jack Nance) som lever i et industrielt brakland, og hvis kæreste føder en konstant skrigende mutantbaby. Lynch har henvist til Eraserhead som "min Philadelphia historie", hvilket betyder at den afspejler alle de farlige og frygtindgydende elementer, han er stødt på, mens han studerede og boede i Philadelphia. Han sagde, at "denne følelse efterlod sine spor dybt inde i mig. Og da de kom ud igen, blev de Eraserhead".
Filmen fik hurtigt kultstatus. Stanley Kubrick har sagt at det er en af hans absolutte yndlingsfilm.

### Stigende succes (1980-1986)
Næste film fra Lynch var The Elephant Man som kom i 1980. Denne film blev meget godt modtaget af kritikerne og blev også nomineret til otte Oscars, men vandt ingen. I hovedrollerne finder vi blandt andre Anthony Hopkins og John Hurt.
Derefter siger Lynch ja til at lave en højbudgetsfilm over Frank Herberts science fiction roman Dune for den italienske producer Dino De Laurentiis' De Laurentiis Entertainment Group på den betingelse, at selskabet bagefter udgiver et andet Lynch-projekt, hvor han vil have fuldkommen kreativ kontrol.
Lynchs andet De Laurentiis-finansierede projekt blev Blue Velvet fra 1986, historien om en ung studerende (spillet af Kyle MacLachlan), der opdager at hans lille, idealistiske hjemby skjuler en mørk side, efter at have efterforsket oprindelsen bag et afhugget øre han fandt på en græsplæne. Filmen indeholdt en række bemærkelsesværdige roller fra Isabella Rossellini, der spiller en plaget lounge-sanger og Dennis Hopper som en rå, psykopatisk kriminel, der leder af en lille bande.
Lynch havde tidligere opnået succes med The Elephant Man, men med den kritikerroste Blue Velvet blev Lynch mere mainstream[kilde mangler]. Filmen blev en stor kritisk og kommerciel succes. Med filmen opnåede Lynch sin anden Oscarnominering for bedste instruktør. Indholdet af filmen, samt dens kunstneriske værdi, skabte megen polemik blandt publikum og kritikere både i 1986 og fremefter. Blue Velvet indeholdt flere fælles elementer, der blev taget op i senere arbejder, herunder misbrugte kvinder og mørke, små byer. Det var også første gang Lynch arbejdede sammen med komponisten Angelo Badalamenti, der senere ville bidrage til alle hans film undtagen Inland Empire.
Woody Allen sagde, at Blue Velvet var hans yndlingsfilm det år. Filmen bliver mange steder beskrevet som en af de bedste amerikanske film nogensinde, og er blevet et meget indflydelsesrigt værk både i filmverdenen og i populærkulturen.

### Fortsat succes (1987-1996) og overgang til TV
Efter at det var mislykkedes at skaffe finansiering til flere færdiggjorte manuskripter i slutningen af 1980'erne, samarbejdede Lynch med tv-producenten Mark Frost om tv-serien Twin Peaks, som handler om en lille by, der er midtpunkt for en række bizarre hændelser. Seriens omdrejningspunkt er FBIs Special Agent Dale Coopers (Kyle MacLachlan) undersøgelse af den populære high school-studerende Laura Palmers død, en undersøgelse, der afdækker hemmelighederne bag mange af byens indbyggere, hvilket har en del ligheder med historien i Blue Velvet. Lynch instruerede seks episoder i serien, herunder den halvanden time lange pilot, skrev flere afsnit og optrådte i nogle episoder.

### Nyere værker (1997-nu)
I 1997 vendte Lynch tilbage med den ikke-lineære, noir-lignende film Lost Highway, skrevet sammen med Barry Gifford og medvirkende skuespillere såsom Bill Pullman og Patricia Arquette. Filmen modtog en blandet reaktion fra kritikere og blev en kommerciel fiasko. Men delvist takket være et soundtrack, hvor kunstnere som David Bowie, Marilyn Manson, Rammstein, Nine Inch Nails og The Smashing Pumpkins deltog, hjalp filmen Lynch med at finde et nyt publikum af Generation X seere.[kilde mangler]
I 1999 overraskede Lynch mange med filmen The Straight Story, skrevet og tilrettelagt af Mary Sweeney. Filmens historie er "lige ud ad landevejen", meget ulig Lynchs tidligere film. Filmen modtog positive anmeldelser og med den nåede han et nyt publikum, Også denne film blev nomineret til en Oscar.
På Cannes Filmfestival i 2005 annoncerede Lynch, at han havde brugt over et år på et nyt projekt, der blev digitalt optaget i Polen. Filmen kom til at hedde Inland Empire, hvori medvirkede mange skuespillere fra hans tidligere film, såsom Laura Dern, Harry Dean Stanton og Mulholland Drive-stjernen Justin Theroux, samt Naomi Watts og Laura Harring (der var skuespillere i kanindragter), og ligeledes en kort optræden af Jeremy Irons. Lynch beskrev værket som "et mysterie om en kvinde i problemer". Den blev udgivet i december 2006. Lynch har senere sagt, at han vil fortsætte med at bruge digitalkamera til at optage sine fremtidige film, og at han helt har forladt den traditionelle måde at optage film på:
| „ | Jeg elskede ethvert minut af processen [...] Film, i hvert fald for mig, er dødt. Jeg vil aldrig vende tilbage. Selv at tænke på det nu får mig til at føle mig svag og dårlig. | “ |

På trods af at han næsten udelukkende fokuserer på USA, har Lynch, ligesom Woody Allen, fået et stort publikum i Frankrig; Inland Empire, Mulholland Drive, Lost Highway og Fire Walk with Me blev alle finansieret gennem franske produktionsselskaber.
Lynch har sagt, at digital video er en bedre måde for nye filmkunstnere at komme frem med deres værker på, og han overvejer at udgive fremtidige projekter gennem internettet.

## Priser og nomineringer
Lynch er tre gange blev nomineret til en Oscar for bedste instruktør. Han blev nomineret for The Elephant Man (1980), Blue Velvet (1986) og Mulholland Drive (2001).
Ved Cannes Filmfestival modtog Wild at Heart (1990) Den Gyldne Palme, og Lynch modtog prisen som bedste instruktør for Mulholland Drive i 2001. Ved Venedig Film Festival i 2006 modtog Lynch en pris for Inland Empire samt en guldløve for sin karriere som filmmager. Lynch har to gange modtaget Bodilprisen for bedste amerikanske film; i 2000 for The Straight Story og i 2003 for Mulholland Drive.
Herudover har Lynch modtaget flere priser og nomineringer ved prisuddelinger verden over.

## Privatliv
Lynch værner om sit privatliv og kommenterer sjældent sine film.[kilde mangler] Han er kendt for at være notorisk undvigende og hemmelighedsfuld i interviews, og nægter at diskutere plotdetaljer og "sande betydninger" af sine film.

### Transcendental meditation
Den 2. december 2005, fortalte Lynch Washington Post, at han havde praktiseret transcendental meditation to gange om dagen, i 20 minutter hver gang, i løbet af de sidste 32 år.

## Filmografi

### Spillefilm
- Eraserhead (1977)
- Elefantmanden (The Elephant Man, 1980)
- Dune (1984)
- Blue Velvet (1986)
- Vilde hjerter (Wild at Heart, 1990)
- Laura Palmers sidste dage (Twin Peaks: Fire Walk with Me, 1992)
- Lost Highway (1997)
- The Straight Story (1999)
- Mulholland Drive (Mulholland Dr., 2001)
- Inland Empire (2006)

### Kortfilm
- Six Men Getting Sick (1966)
- The Alphabet (1968)
- The Grandmother (1970)
- The Amputee (1974)
- The Cowboy and the Frenchman (1988)
- Industrial Symphony No. 1: The Dream of the Broken Hearted (1990)
- Lumière:Premonitions Following an Evil Deed (1996)
- Darkened Room (2002)
- Boat (2007)
- The Short Films of David Lynch

### TV og digitale udgivelser
- Twin Peaks - The Return (2017)
- Twin Peaks (TV serie) (1990-91)
- American Chronicles (dokumentar) (1990)
- On the Air  (TV serie) (1992)
- Hotel Room (TV mini-serie) (1993)
- Rabbits (Online serie) (2002)
- Dumbland (Online Flash-animationsserie) (2002)
- The Third Place (video for Sonys Playstation 2 udgivelse) (2000)

### Skuespil
- The Amputee (1974) som en sygeplejerske
- Heart Beat (1980) som en maler
- Dune (1984) som en minearbejder
- Zelly and Me (1988) som Willie
- Twin Peaks (1990) som Agent Coopers chef, Gordon Cole
- Twin Peaks: Fire Walk with Me (1992), atter i sin rolle som Gordon Cole
- Nadja (1994) kort scene som en kapelreceptionist
- Dumb Land (2002) – Lynch indtaler alle stemmerne til denne serie.
- Inland Empire (2006) som "Bucky"s stemme, en uset ansat i filmen.